# برنهارد کنوبل
برنهارد کنوبل (انگلیسی: Bernard Knubel; ۱۳ نوامبر ۱۸۷۲ – ۱۴ آوریل ۱۹۵۷) دوچرخه‌سوار اهل آلمان بود.